# Valdemar Pedrosa
Valdemar Pedrosa (Manaus, 29 de março de 1888 – Manaus, 14 de junho de 1967) foi um político brasileiro. e Ministro do Tribunal Superior do Trabalho de 1954 a 1955.
Filho de Jônatas de Freitas Pedrosa e de Ermelinda Maria Pedrosa, casou-se com Isa Alves Ferreira Pedrosa. Seu pai foi senador pelo Amazonas, de 1897 a 1913, e governador do mesmo estado, de 1913 a 1917. Formado em Direito pela Faculdade Livre de Direito do Rio de Janeiro, exerceu a advocacia no Amazonas e foi Procurador Regional da República, além de Presidente da OAB-Seção Amazonas (1943). Foi professor de Direito Penal na Faculdade de Direito do Amazonas, instituição da qual foi diretor (1934).
Elegeu-se senador nas eleições estaduais no Amazonas em 1945. No Senado, foi membro da Comissão de Constituição e Justiça e tomou parte em diversas proposições. Em novembro de 1954, renunciou ao cargo de senador e foi nomeado Ministro do Tribunal Superior do Trabalho, cargo no qual se aposentou em novembro de 1955.
Waldemar Pedrosa era membro da Academia Amazonense de Letras e faleceu em Manaus em 13 de junho de 1967.